# 素和贵
素和贵，7世纪后期吐谷浑、吐蕃大臣。
素和贵其先祖原为鲜卑白部人，后融入吐谷浑。663年，素和贵在吐谷浑获罪，逃奔吐蕃，尽言吐谷浑虚实。吐蕃出兵灭吐谷浑国，吐谷浑可汗诺曷钵与弘化公主帅数千帐逃到凉州。素和贵成为吐蕃大将。680年，素和贵与吐蕃大论论钦陵之弟论赞婆率兵三万攻唐朝河源军（今青海西宁），屯兵良非川，被唐朝河源军副大使黑齿常之击退。